# Akpro-Missérété
Akpro-Missérété är en kommun i departementet Ouémé i Benin. Kommunen har en yta på 79 km2, och den hade 127 249 invånare år 2013.